# Submediante

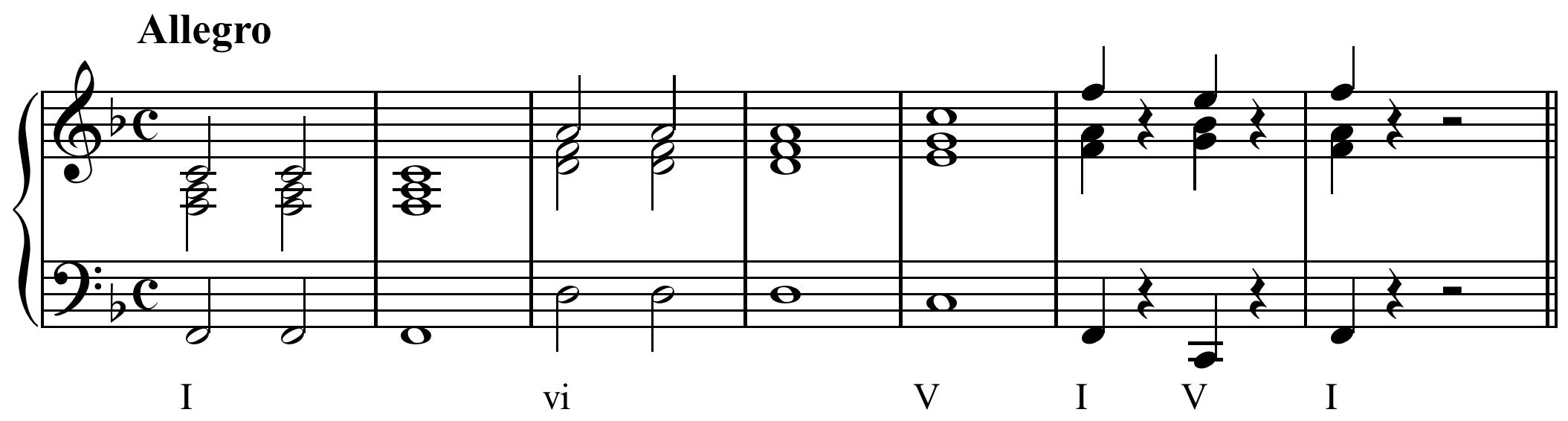
Fragmento de una partitura de Beethoven

La submediante o superdominante en el sistema tonal hace referencia al sexto grado de una escala musical. Según el contexto puede hacer referencia a la sexta nota de la escala, o bien al acorde que se forma sobre dicha nota y a la función tonal y sonoridad correspondientes (siendo más frecuente esto último). Por ejemplo, en la escala o tonalidad de do mayor que corresponde a las teclas blancas del teclado moderno, comenzando desde do, la submediante es la nota la; y el acorde de submediante sería en ese caso, la menor, formado por las notas la, do y mi. 
En una escala mayor la submediante es la tonalidad relativa de la tónica. Otros teóricos la llaman superdominante, en similitud a la supertónica, debido a que se encuentra por encima (por eso el prefijo «super») de la dominante.
En teoría de la música, el acorde de submediante se representa con el número romano VI.
- Datos: Q2482085
- Multimedia: Submediant / Q2482085